# Дзанабадзар
Дзанаба́(д)зар (монг. Гомбодоржийн Занабазар, тиб. ཛྙཱ་ན་བཛྲ — dz+nyA na badzra, также тиб. ཡེ་ཤེས་རྡོ་རྗེ — ye shes rdo rje; 1635 25-е 9 лун. мес. — 1723 14-е 1 лун. мес.) — первый монгольский Богдо-гэгэн, правитель Халхи под сюзеренной властью империи Цин; выдающийся скульптор, основатель монгольской портретной живописи, изобретатель письма соёмбо.

## Биография
Дзанабадзар родился в 1635 году 25-го числа девятого лунного месяца (20 ноября) в местности Есензуйлэ (ныне аймак Уверхангай), в семье халхаского Тушэту-хана Гомбодорджа, принадлежащего к роду Борджигинов. Гэгэн-Сэцэн-хан Шолой, приехавший навестить родителей, «подарил» ему часть своего титула — «Гэгээн» (монг. светлый, святой, возвышенный) и высказал мнение, что из него смог бы выйти хороший лама. Было решено отправить к Далай-ламе V и Панчен-ламе IV посланника, чтобы прояснить эту возможность.

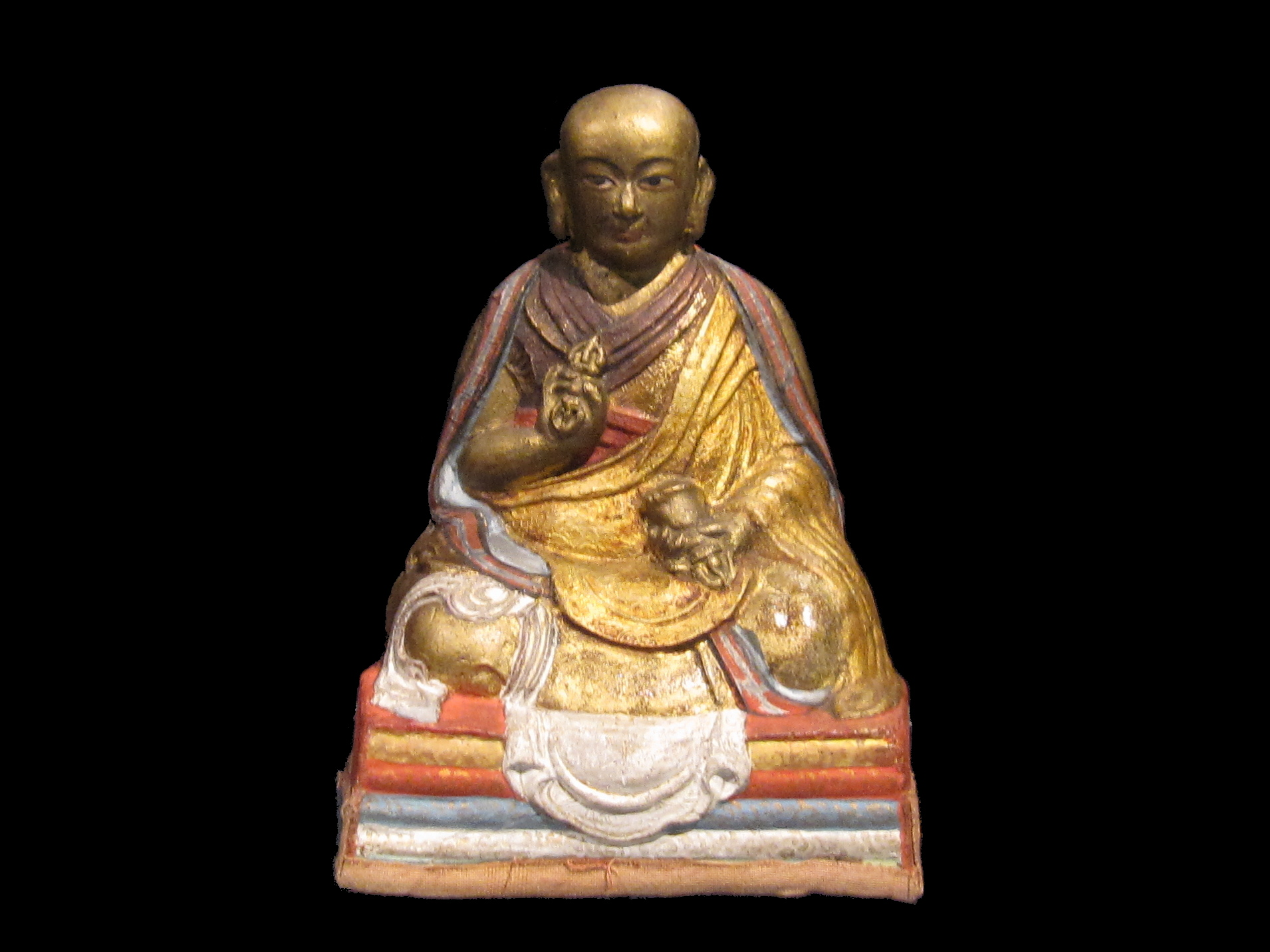
Дзанабадзар

### Признание перевоплощением
Когда посольство прибыло в Лхасу, Далай-лама V и Панчен-лама IV объявили мальчика перерождением их недавнего политического противника Таранатхи Джецун Дампа, после смерти которого в 1634 году возникли ненужные пересуды. Государственный оракул Тибета, Чойджонг-лама, подтвердил правильность опознания, а сам Далай-лама V обратился по этому поводу к народу со следующей речью:
Джэбдзун-Таранатха был великий святой, помогавший религии и живым существам. Ныне он закончил дело по привлечению народа нашей страны к высшей стезе религии, и наступило время для осуществления им руководства жёлтой религией в северной стране. Его последователи в «нижних» равнинных царствах, имеющие связи с нами, предопределённые древними предсказаниями, ожидают ламу, не сводя своих блестящих глаз с нашей страны. Мы, сжалившись над этими бедными, слабыми существами, отправляем Его Святейшество Джэбдзун-Таранатху к его последователям на севере. Кажущиеся раздоры между нашими хутухтами существуют только в водянистых глазах обывателей, в действительности же их нет.
Таким образом, в 1640 году в возрасте 5 лет он был заочно признан в качестве перерождения Таранатхи, получив во время посвящения в монахи имя Джнянаваджра (санскр. ज्ञानवज्र, IAST: Jñānavajra — «Алмаз знания»; в монгольской транскрипции — Дзанабадзар (Занабазар)). Примечательно, что широкое употребление получил именно санскритский вариант имени: имя его предшественника, «Таранатха» (санскр. Защищаемый Тарой), — также санскритское.

### Контакты с Панчен-ламой и Далай-ламой

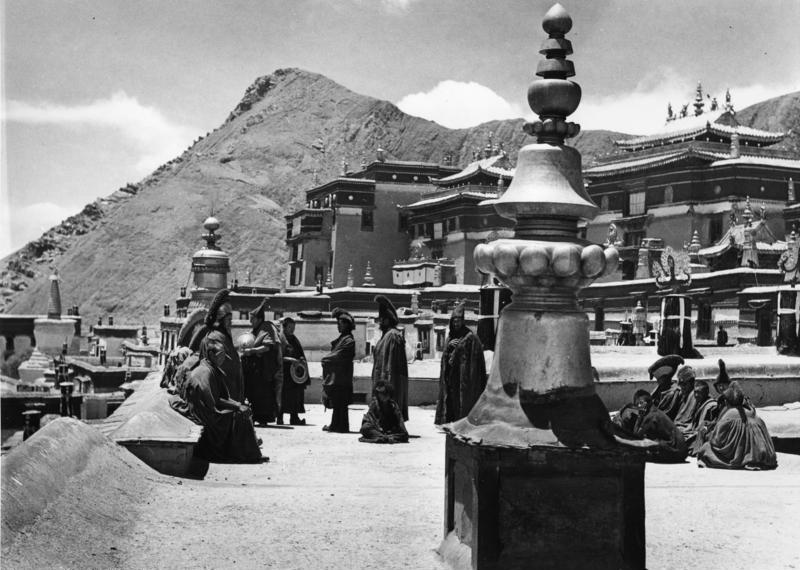
Монастырь Панчен-ламы Ташилунпо (1938 год)

Далай-лама V отправил к Дзанабадзару учителя Джамбалын-номун-хана, а Панчен-лама IV — Бэнса-хутухту Лубсанданзана. В 13-летнем возрасте, в 1647 году, Дзанабадзар принял участие в освящении кочевого монастыря Брайбунгаджигандан Шаддублин (также Баруун-хурэ, Шанх-хийд) близ основанного его прадедом Абатаем монастыря Эрдэни-Дзу, в котором и проучился около года.
В возрасте 15 лет, в конце 1649 года, Дзанабадзар отправился в Лхасу. Пробыв в тибетской столице около полугода, Дзанабадзар принял посвящение Ваджрапани у Далай-ламы V, который официально провозгласил его хубилганом Джебзун-Дамбы и даровал ему шёлковый балдахин с личной печатью. Затем, в монастыре Ташилунпо в Шигадзе Дзанабадзар был представлен Панчен-ламе IV, который и стал его основным учителем. Также Дзанабадзар посетил монастырь Ганден Пунцоглинг, основанный Таранатхой и в 1642 году захваченный школой гелуг. По окончании пребывания в Тибете Дзанабадзар в сопровождении тибетских и тангутских лам вернулся на родину.
В начале 1653 года Дзанабадзар пересёк пустыню Гоби и где-то во Внутренней Монголии встретился с Далай-ламой V, возвращавшимся из империи Цин после встречи с императором Шуньчжи, а также, предположительно, сопроводил его до монастыря Эрдэни-Дзу.
Осенью 1655 года Дзанабадзар вновь отбыл в Тибет к своему учителю Панчен-ламе. Встретившись с ним, а также с Далай-ламой, осенью 1656 года он вернулся в Халху.

### Участие в подчинении Халхи империи Цин
Смута в Халхе началась из-за конфликта Тушэту-хана Чимид-Дорджи (Чихуньдоржа) и Дзасагту-хана Цэнгуна по поводу перебежчиков. В 1684 году цинский император Канси вмешался во внутренний конфликт халхаских князей, отправив письмо на имя Далай-ламы V с просьбой отправить в Халху своего представителя с тем, чтобы примирить враждующие стороны. После двух неудачных попыток примирения съезд князей всё же собрался осенью 1686 года; от Далай-ламы прибыл Цултрим Даргье — настоятель центрального монастыря Ганден, формальный глава школы Гелуг. Помимо него, а также высокопоставленного цинского чиновника Арни, присутствовал и Дзанабадзар, специально приглашённый по настоянию Канси и также настаивавший на том, чтобы его старший брат Чимид-Дорджи вернул перебежчиков Дзасагту-хану. Несмотря на возникший протокольный спор о старшинстве Дзанабадзара и Галдан-ширету, спровоцированный присутствовавшим на съезде джунгарским ханом Галдан-Бошогту, было принято соглашение о примирении Тушэту-хана и Дзасагту-хана.
Однако практически сразу же Тушэту-ханом, при поддержке Джэбцзун-Дамбы Дзанабадзара, вновь была развязана война, в которой, помимо Дзасагту-хана, погиб и брат Галдан-Бошогту-хана Дорджежаб. Вину Тушэту-хана в возобновлении войны признавал и Канси. Это вызвало вторжение ойратов в Халху, и тут Тушэту-хан стал терпеть поражения. Галдан-Бошогту разрушил личный монастырь Дзанабадзара, и он бежал сначала в Эрдэни-Дзу, а затем, преследуемый ойратами, перебрался в Унгши. Это вынудило Чихуньдоржа вместе с Дзанабадзаром в 1687 году обратиться за военной помощью к цинскому двору. Государственный совет при пекинском дворе решил, что это — удобный случай для признания цинского господства над Халхой.
1 октября 1688 года, после очередного крупного поражения, Чихуньдорж и Дзанабадзар официально обратились к цинским властям с просьбой о принятии их в подданство Цин. В мае 1691 года на Долонноре собрался съезд халхаских ханов, который должен был одобрить включение Халхи в состав империи Цин. На съезде князьям был зачитан указ маньчжурского императора о том, что он становится их сюзереном. Халха была административно включена в Цинскую империю, но на несколько других условиях, чем Внутренняя Монголия. Последняя находилась под прямым управлением Палаты по делам внешних народов (Лифаньюань) в Пекине, а Халха — под управлением военного губернатора (цзяньцзюня) в г. Улясутай, ему же подчинялся Урянхайский край. Хотя внутренние дела Халхи оставались в руках монголов, Канси создал 72 новых князя, и позже их число возрастало, чтобы ослабить власть Богдо-гэгэна и монгольских ханов.

### Смерть

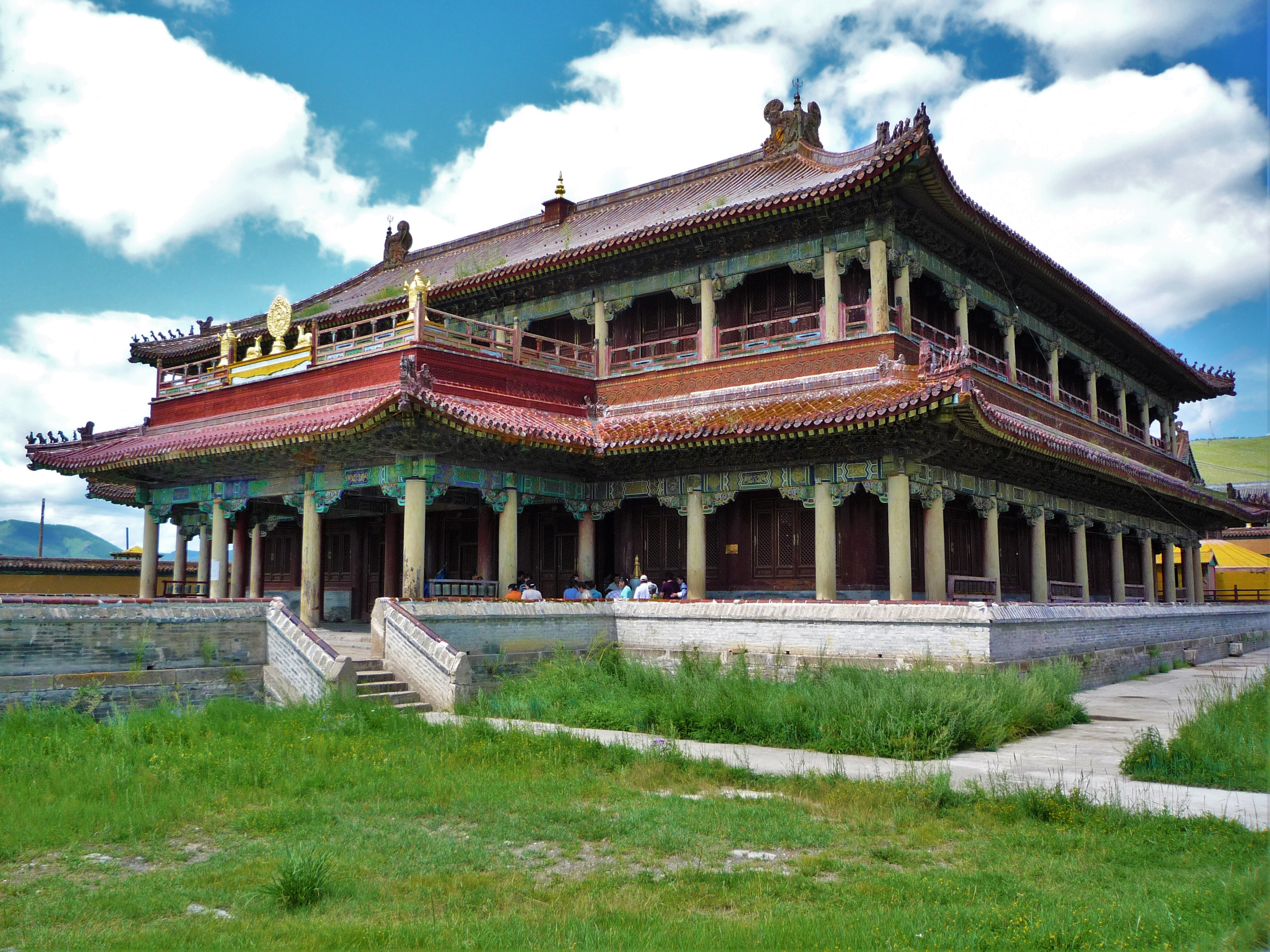
Главный храм, рядом с которым находилась усыпальница Богдо-гэгэна I Дзанабадзара в монастыре Амарбаясгалант

Дзанабадзар скончался на 89-м году жизни во время своего визита в цинскую столицу, в Жёлтом храме близ Пекина, 14-го числа первого весеннего месяца (18 февраля) 1723 года. Его тело было перевезено сначала в Их-Хурэ, а в 1726 году помещено в Амарбаясгалант, специально построенный в качестве его усыпальницы по приказу цинского императора Юнчжэна и по предварительно сделанному самим Богдо-гэгэном проекту.
Духовный и политический преемник первоиерарха, Богдо-гэгэн II, родившийся в 1724 году, также происходил из семьи Тушэту-ханов и был внучатым племянником Дзанабадзара.

## Религиозная деятельность

### Основание монастырей в Халхе
- По возвращении на родину после первого визита в Тибет Дзанабадзар объявил, что не желает далее жить около монастыря, связанном со школой сакья — Эрдэни-Дзу, и для него была организована кочевая резиденция-монастырь Их-Хурэ, которой придали в подчинение семь аймаков. Кочевой монастырь, неоднократно переезжавший с места на место, в конечном итоге осел и впоследствии стал столицей Халхи. Также вскоре после возвращения в Халху Дзанабадзар основал храмы Базардара-хурэ и Табун-идзаагурту.[9]
- В 1654 году в горах Хэнтэй (совр. аймак Туве) Дзанабадзар основал монастырь Рэбугежээгандан-шадувлин-номын их-хурэ.
- В том же 1654 году, в местности Шивэт-Уул (совр. аймак Уверхангай), на девятнадцатилетие Дзанабадзара был основан «Храм счастливого одиночества, место творчества Ундур-гэгэна» (Тувхен-хийд), ставший его личным затвором и мастерской на ближайшие 30 лет.

### Разработка письма Соёмбо

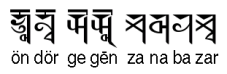
Имя Дзанабадзара на изобретённом им письме Соёмбо

В 1686 году Дзанабадзар разработал новое письмо, названное «Соёмбо», основываясь на индийском парадном шрифте «ланча», тибетском письме и на «квадратном письме» Пагба-ламы. Новое письмо, призванное в полной мере отражать фонетические особенности трёх языков — санскрита, тибетского и монгольского, до сих пор используется, в том числе и в декоративных целях, монгольскими буддистами. Сам же символ, давший название этой системе письменности, с конца XVII века стал символом монгольской государственности, и по сей день присутствует на государственном флаге Монголии.

### Скульптура
Дзанабадзар известен литыми скульптурными изображениями будд, бодхисаттв и деятелей буддизма. Скорее всего, впервые Дзанабадзар познакомился с техникой литья скульптур во время своего пребывания в Лхасе в 1650 году, наблюдая за работой непальских скульпторов на строительстве дворца Поталы. Исследователями неоднократно отмечалось сходство работ Дзанабадзара именно с непальской, а не тибетской скульптурной традицией.
Наиболее широко известны его Белая и Зелёная Тары, будда Ваджрадара. Женственность и чувственность в изображении Зелёной Тары, которая считается одной из лучших работ скульптора, роднит Дзанабадзара со скульпторами европейского Возрождения; так, проф. Б. Ринчен называл Дзанабадзара «монгольским Микеланджело». Шедевры Ундур-гегена дважды подвергались опасности уничтожения и частично были повреждены. Первый раз это было во время джунгарского нашествия в Халху в конце XVII века, второй — в 30-е годы XX века во время чойбалсановских репрессий против духовенства.
Впоследствии специфический стиль Дзанабадзара получил развитие в рамках т. н. «школы Дзанабадзара».

## Дань памяти
- В конце XVIII века Богдо-гэгэн IV по просьбе настоятеля Эрдэни-Дзу составил текст гуру-йоги Дзанабадзара[11].
- В 1970 году в Улан-Баторе был основан Буддийский университет им. Дзанабадзара.
- В 1985 году улан-баторскому Музею изобразительных искусств, располагающему крупнейшей коллекцией работ Дзанабадзара, было присвоено его имя.
- В 1989 году был опубликован роман народного писателя Монголии С. Эрдэнэ «Дзанабадзар».
- Улица Ундур-гэгэна Дзанабадзара (монг. Өндөр Гэгээн Занабазарын гудамж) находится в центре Улан-Батора; на ней располагается крупнейший в стране монастырь — Гандантэгченлин.
- В 2009 году в честь Дзанабадзара был назван род динозавров Zanabazar, останки которых были обнаружены в Монголии.
- В 2012 году было принято решение о возведении на родине Дзанабадзара в сомоне Есензуйлэ аймака Уверхангай посвящённого ему мемориального комплекса, а также самого крупного в стране символа соёмбо[12].
- «Дзанабадзаром нашего времени» называют мастера буддийской иконографии Г. Пурэвбата[13][14].